# Lycée du Séminaire Saint-Augustin
Le lycée du Séminaire Saint-Augustin était un lycée catholique établi sur le domaine du manoir Dorr E. Felt à Laketown Township dans le Michigan aux États-Unis. Fondé en 1949, il a fermé ses portes en 1977 en raison de la baisse des inscriptions. Les bâtiments du séminaire ont été depuis démolis. Cet établissement était dirigé par l'Ordre de Saint-Augustin. Initialement un simple internat, il a par la suite admis des élèves en externe. Le pape Léon XIV a fréquenté le lycée et y a obtenu son diplôme en 1973.

## Histoire
Le séminaire a été édifié à l'origine sur une terre connue sous le nom de Shore Acres qui s'étendait sur 360 ha sur le domaine de Dorr Felt. En 1925, cet inventeur américain construisit un manoir sur les bords du lac Michigan mais après sa mort, sa famille avait cessé de l'utiliser dès 1931,. La propriété fut vendue à l'Ordre de Saint-Augustin à l'été 1949, qui la transforma en séminaire à l'automne suivant,,. Dans les premiers temps, l'ancienne salle de bal du manoir servait de dortoir : elle contenait des lits superposés pouvant accueillir environ 90 étudiants,.
Par la suite, un séminaire de quatre étages et d'une superficie de 12 500 m2 a été construit sur la propriété pour 3 millions de dollars en 1964. Il abritait des salles de classe, des dortoirs, une salle de récréation, une bibliothèque et une chapelle. Sa plus haute fréquentation, avec 180 étudiants, a été atteinte en 1965.
Les étudiants de première année étaient tenus de porter une casquette rouge et blanche en présence des étudiants des classes supérieures. Les lycéens devaient pratiquer des disciplines sportives comme le baseball. Les élèves du lycée venaient du Wisconsin, de l’Illinois, de l’Indiana et du Michigan. Environ 75 % des étudiants provenaient de l'aire  métropolitaine de Chicago.
À partir de 1968, le domaine de Felt a accueilli des religieuses augustines cloîtrées venues d'Espagne. En 1969, le séminaire a commencé à admettre des garçons laïcs, c'est-à-dire non séminaristes, en tant qu'élèves externes. C'est à cette époque que l'Ordre a recruté son premier enseignant hors de ses rangs, qui était une femme laïque,. Soixante et onze étudiants étaient inscrits en 1974 et quatre-vingts en 1975,.
Vers 1977, il n’y avait plus que 40 étudiants à fréquenter l’établissement. Face à la baisse des inscriptions et à la hausse des coûts, les Augustins se sont résolus à vendre la propriété. Les élèves scolarisés ont été transférés dans l'un des quatre autres lycées augustiniens du Midwest et le programme du lycée a cessé en juin 1977,. Plus d'un millier d'étudiants ont fréquenté l'institution au cours de son existence. Les religieuses sont restées sur la propriété jusqu'à leur déménagement à Saint-Louis en 1978.
La police de l'État du Michigan a annoncé son intention d'acheter la propriété pour l'utiliser comme prison en 1977. Les bâtiments du séminaire ont été démolis et le centre correctionnel de Dunes a été construit sur la propriété, ouvrant ses portes en 1978 à côté du parc d'État de Saugatuck Dunes,. Cet établissement pénitentiaire a fermé en 1991 et le canton de Laketown a acquis le site pour le dollar symbolique. Le manoir d'origine a été acheté plus tard et restauré afin d'abriter un site éducatif.

## Anciens élèves notables
- Robert Prevost, devenu le pape Léon XIV, a fréquenté le lycée et y a obtenu son diplôme en 1973[20]. Durant ses années au lycée, Prevost était rédacteur en chef de l'annuaire et secrétaire du conseil étudiant[21],[22]. Il faisait également partie du groupe de débat et des équipes de tennis et de bowling[23],[24].
- Robert Dodaro a été formé dans ce lycée, qui est devenu rédacteur en chef de l' Augustinus-Lexikon et universitaire[25].

## Recteurs
- P. Raymond Ryan (1965  –  1967)[26]
- P. Andrews[27]
- P. John Peck[28]
- P. Michael O'Connor[14]